# Pachynoa hyalosticta
Pachynoa hyalosticta is een vlinder uit de familie van de grasmotten (Crambidae). De wetenschappelijke naam van deze soort is voor het eerst voorgesteld als Polygrammodes hyalosticta door George Francis Hampson in een publicatie uit 1899.
De soort komt voor in Indonesië (Natuna-eilanden).